# Рудник Спиридон Романович
Спиридо́н Рома́нович Ру́дник (12 грудня 1914, Медувата — †16 березня 1978, Ворошиловград) — військовий діяч, гвардії полковник, учасник зустрічі на Ельбі, нагороджений орденом США Легіон Заслуг ступеню офіцера.

## Біографія
Спиридон Романович Рудник народився 12 грудня 1914 року в селі Медувата, Конельсько-Попівської волості, Липовецького повіту, Київської губернії (нині — Жашківського району, Черкаської області) в селянській родині.

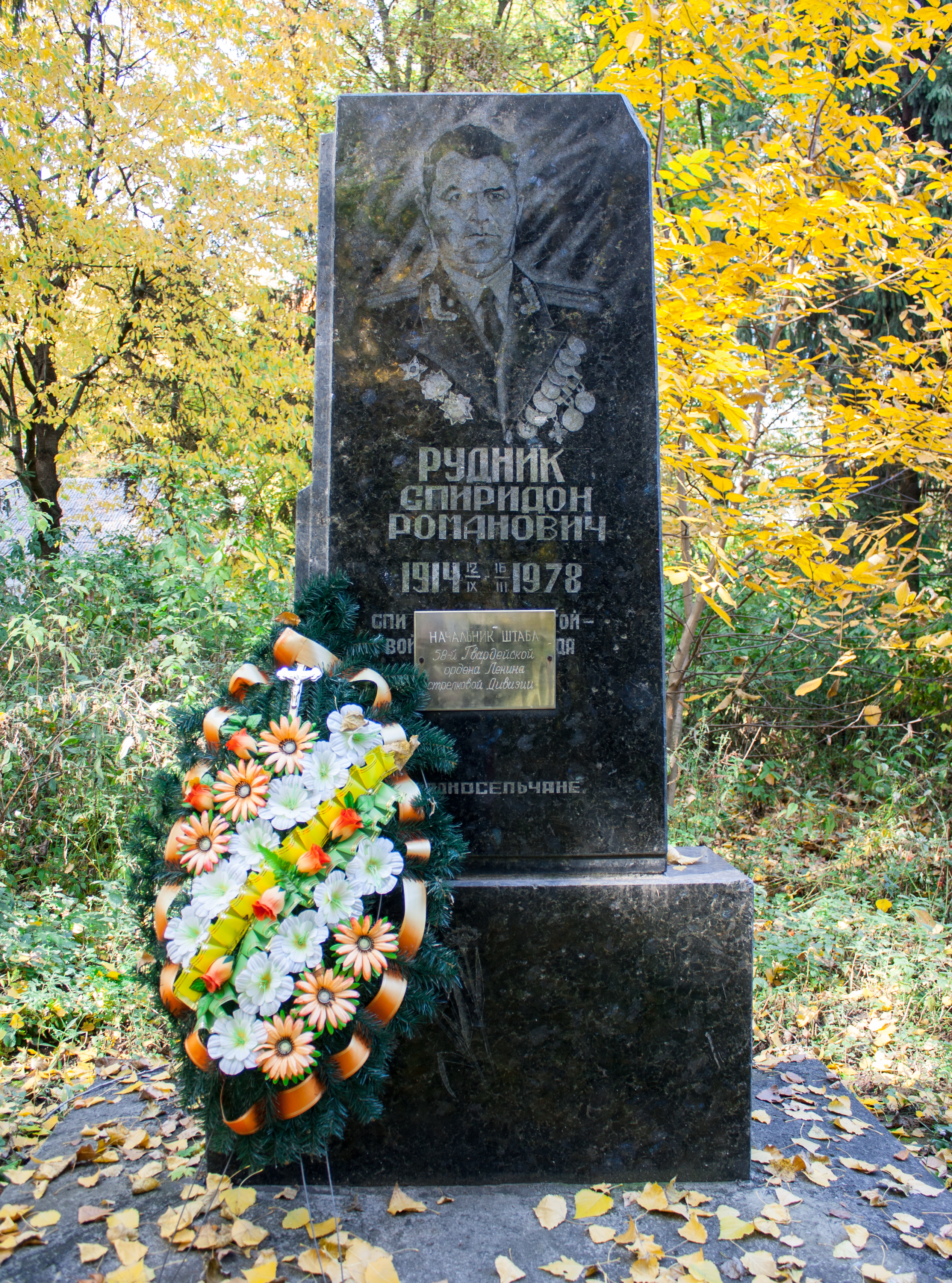
Пам'ятник Спиридону Романовичу Руднику у селі Медувата

Призваний до Червоної Армії в 1936 році Монастирищенським РВК Вінницької області. Початок радянсько-німецької війни зустрів в званні лейтенанта. Воював на Південно-Західному, Південному, Степному, 2-му Українському, 3-му Українському та 1-му Українському фронтах.
В 1941—1945 роках служив на посадах:
- помічник начальника штабу 43-го стрілецького полку, 96-ї стрілецької дивізії;
- начальник штабу 43-го стрілецького полку, 96-ї стрілецької дивізії;
- помічник начальника 1-го відділу штабу 14-ї гвардійської дивізії;
- командир 38-го гвардійського стрілецького полку 14-ї гвардійської дивізії;
- начальник штабу 58-ї гвардійської стрілецької дивізії.

Спиридон Рудник — учасник зустрічі на Ельбі радянських та американських солдат в кінці квітня 1945 року.
У 1970 році з ініціативи Спиридона Рудника була заснована рада ветеранів 58-ї гвардійської стрілецької дивізії.
Помер 16 березня 1978 року в місті Ворошиловград (нині — Луганськ).
В селі Медувата встановлено пам'ятник на честь свого земляка Спиридона Рудника.

## Нагороди
- Орден Червоного прапора;
- Орден Богдана Хмельницького 2-го ступеню;
- Орден Олександра Невського;
- Орден Вітчизняної війни 1-го ступеню;
- Медаль «За відвагу»;
- Медаль «За оборону Сталінграда»;
- Медаль «За взяття Берліна»;
- Медаль «За визволення Праги»;
- Орден США Легіон Заслуг ступеню офіцера.